# Ostrzeszów
Ostrzeszów (in tedesco Schildberg) è un comune urbano-rurale polacco del distretto di Ostrzeszów, nel voivodato della Grande Polonia.
Ricopre una superficie di 187,49 km² e nel 2004 contava 23 115 abitanti.